# Sidomukti (Kuwarasan)
Sidomukti is een bestuurslaag in het regentschap Kebumen van de provincie Midden-Java, Indonesië. Sidomukti telt 1969 inwoners (volkstelling 2010).